# The Definitive Simon & Garfunkel
The Definitive Simon and Garfunkel és un àlbum recopilatori del duet estatunidenc Simon & Garfunkel. És un dels àlbums del grup que ha tingut més èxit de vendes.

## Llista de cançons
1. «Wednesday Morning, 3 A.M.»
2. «The Sound of Silence»
3. «Homeward Bound»
4. «Kathy's Song» (directe)
5. «I Am a Rock»
6. «For Emily, Whenever I May Find Her» (directe)
7. «Scarborough Fair/Canticle»
8. «The 59th Street Bridge Song (Feelin' Groovy)»
9. «Seven O'Clock News/Silent Night»
10. «A Hazy Shade of Winter»
11. «El Condor Pasa (If I Could)»
12. «Mrs. Robinson»
13. «America»
14. «At the Zoo»
15. «Old Friends»
16. «Bookends Theme»
17. «Cecilia»
18. «The Boxer»
19. «Bridge Over Troubled Water»
20. «Song for the Asking»

## Intèrprets
- Paul Simon - vocals, guitarra
- Art Garfunkel - vocals

## Posició a les llistes
| USA | UK | AUS | FRA | Alemanya | NLD | NLZ | NOR | SPA | SWE |
| --- | -- | --- | --- | -------- | --- | --- | --- | --- | --- |
| —   | 8  | 5   | 2   | 12       | 35  | 12  | 1   | —   | 3   |

## Certificacions
| País | Certificació |
| ---- | ------------ |
| USA  | Platí        |
| UK   | Platí        |
| FRA  | Diamant      |
| GER  | Or           |
| NLD  | Or           |
| NOR  | 2×platí      |
| SWE  | Or           |